# دست و پا زدن
دست و پا زدن (به انگلیسی: Floundering) یا تقلا فیلمی محصول سال ۱۹۹۴ و به کارگردانی پیتر مک‌کارتی است. در این فیلم بازیگرانی همچون جیمز لوگرو، جان کیوسک، ایثن هاک، استیو بوشمی، لیسا زین، کیم وینز، بیلی باب تورنتون، نینا شیماشکو، دیو ناوارو و ویگو مورتنسن ایفای نقش کرده‌اند.